# Rosa gigantea
|  | Dieser Artikel wurde aufgrund von formalen oder inhaltlichen Mängeln in der Qualitätssicherung Biologie im Abschnitt „Pflanzen“ zur Verbesserung eingetragen. Dies geschieht, um die Qualität der Biologie-Artikel auf ein akzeptables Niveau zu bringen. Bitte hilf mit, diesen Artikel zu verbessern! Artikel, die nicht signifikant verbessert werden, können gegebenenfalls gelöscht werden. Lies dazu auch die näheren Informationen in den Mindestanforderungen an Biologie-Artikel. |

Einer der früheren Namen ist Rosa gigantea. Es ist eine Pflanzenart aus der Gattung Rosen (Rosa) innerhalb der Familie der Rosengewächse (Rosaceae).

## Beschreibung
Sie ist ein großer ausladender Strauch. An geeigneten Stellen wächst sie auch als Kletterrose, deren Sprossachsen bis zu 30 Meter hoch in Bäume klettern. Die wechselständig angeordneten Laubblätter sind unpaarig gefiedert und bestehen aus fünf bis sieben Fiederblättchen. Die kahlen, spitzen bis zugespitzten und gesägten bis gezähnten Blättchen sind weich.
Die Blütezeit reicht von März bis Mai. Die mit einem Durchmesser von bis zu 15 Zentimetern für eine Wildrosenart sehr großen, duftenden Blüten sind radiärsymmetrisch und fünfzählig mit doppelter Blütenhülle. Die fünf freien, dachigen Kronblätter sind weiß bis gelblich, erscheinen. 
Die Hagebutten sind gleichfalls sehr groß und sind bei Reife gelblich.
Die Chromosomenzahl beträgt 2n = 21.

## Verbreitung
Das natürliche Verbreitungsgebiet dieser Rosenart reicht von Yunnan in Westchina über Myanmar bis nach Manipur in Indien. Sie wächst in Wäldern mit kühl-gemäßigten Klima, an Schutthängen und in Hecken.

## Systematik
Der akzeptierte Name ist allerdings Rosa odorata var. gigantea (Crépin) Rehder & E.H.Wilson mit den Synonymen.
Rosa gigantea Collett ex Crépin, Rosa duclouxii H.Lév., Rosa macrocarpa Watt ex Crépin, Rosa xanthocarpa Watt ex E.Willmott. Das Artepitheton gigantea bezieht sich auf die ungewöhnlich großen Blüten für eine Wildrosenart und das Artepitheton macrocarpa des Synonym bezieht sich auf die ungewöhnlich großen Früchte.
In Hobbygärtner-Literatur wird vermutet: Die Erstveröffentlichung von Rosa gigantea erfolgte durch Henry Collett. Ein Synonym für Rosa gigantea Collett ist Rosa macrocarpa.

## Bedeutung für die Gartenkultur
Rosa gigantea wird gelegentlich auch als Art im Garten kultiviert. Sie benötigt warme Regionen und gedeiht beispielsweise in Kalifornien und Südfrankreich gut. Bei Temperaturen unter −8 °C nimmt diese Wildrose Schaden.
Rosa gigantea ist eine der für die Rosenzucht wichtigen Wildrosenarten. Sie spielte vor allem eine Rolle bei der Zucht der Teerosen. Viele der Rosen, die im 18. und 19. Jahrhundert aus China nach Europa importiert wurden, stammen von Rosa gigantea ab. Neben Kletter-Rosen wie die Sorte 'Belle Portugaise' von dem französischen Rosenzüchter Cayeux wurden von Alister Clark auch Strauchrosen für die klimatischen Verhältnisse von Australien aus ihr entwickelt.